# Aulax umbellata
Aulax umbellata là một loài thực vật có hoa trong họ Quắn hoa. Loài này được (Thunb.) R.Br. miêu tả khoa học đầu tiên năm 1810.